# Okręg Villeneuve-sur-Lot
Okręg Villeneuve-sur-Lot (fr. Arrondissement de Villeneuve-sur-Lot) – okręg w południowo-zachodniej Francji. Populacja wynosi 90 300.

## Podział administracyjny
W skład okręgu wchodzą następujące kantony:
- Cancon,
- Castillonnès,
- Fumel,
- Monclar,
- Monflanquin,
- Penne-d'Agenais,
- Sainte-Livrade-sur-Lot,
- Tournon-d'Agenais,
- Villeneuve-sur-Lot-Nord,
- Villeneuve-sur-Lot-Sud,
- Villeréal.